# موتور مير هوتي نارويي
موتور مير هوتي نارويي (بالإنجليزية: Mowtowr-e Mir Huti Naruyi)‏ هي منطقة سكنية تقع في سيستان وبلوتشستان في إيران. يقدر عدد سكانها بـ 98 نسمة .